# Лічвіль (Арканзас)
Лічвіль (англ. Leachville) — місто (англ. city) в США, в окрузі Міссіссіппі штату Арканзас. Населення — 2039 осіб (2020).

## Географія
Лічвіль розташований на висоті 73 метри над рівнем моря за координатами 35°55′23″ пн. ш. 90°15′14″ зх. д. / 35.92306° пн. ш. 90.25389° зх. д. (35.922995, -90.253834).  За даними Бюро перепису населення США в 2010 році місто мало площу 5,27 км², уся площа — суходіл.

## Демографія
Згідно з переписом 2010 року, у місті мешкали 1993 особи в 778 домогосподарствах у складі 533 родин. Густота населення становила 378 осіб/км².  Було 876 помешкань (166/км²). 
Расовий склад населення:
| - 88,4 % — білих - 0,5 % — корінних американців - 0,5 % — чорних або афроамериканців - 0,1 % — азіатів - 8,8 % — осіб інших рас |

До двох чи більше рас належало 1,9 %. Іспаномовні складали 12,6 % від усіх жителів.
За віковим діапазоном населення розподілялося таким чином: 27,2 % — особи молодші 18 років, 57,5 % — особи у віці 18—64 років, 15,3 % — особи у віці 65 років та старші. Медіана віку мешканця становила 35,2 року. На 100 осіб жіночої статі у місті припадало 96,2 чоловіків;  на 100 жінок у віці від 18 років та старших — 90,9 чоловіків також старших 18 років.
Середній дохід на одне домашнє господарство  становив 45 979 доларів США (медіана — 38 500), а середній дохід на одну сім'ю — 54 005 доларів (медіана — 47 927). Медіана доходів становила 36 912 долари для чоловіків та 27 917 доларів для жінок. За межею бідності перебувало 16,1 % осіб, у тому числі 10,8 % дітей у віці до 18 років та 20,6 % осіб у віці 65 років та старших.
Цивільне працевлаштоване населення становило 664 особи. Основні галузі зайнятості: виробництво — 22,3 %, роздрібна торгівля — 16,1 %, освіта, охорона здоров'я та соціальна допомога — 16,0 %.
За даними перепису населення 2000 року в Лічвілі проживало 1981 особа, 549 сімей, налічувалося 788 домашніх господарств і 866 житлових будинків. Середня густота населення становила близько 412,7 осіб на один квадратний кілометр. Расовий склад Лічвіля за даними перепису розподілився таким чином: 92,88% білих, 1,41% — чорних або афроамериканців, 0,30% — корінних американців, 0,20% — азіатів, 1,16% — представників змішаних рас, 4,04% — інших народів. іспаномовні склали 9,54% від усіх жителів міста.
З 788 домашніх господарств в 32,0% — виховували дітей віком до 18 років, 56,6% представляли собою подружні пари, які спільно проживали, в 10,2% сімей жінки проживали без чоловіків, 30,3% не мали сімей. 27,5% від загального числа сімей на момент перепису жили самостійно, при цьому 16,5% склали самотні літні люди у віці 65 років та старше. Середній розмір домашнього господарства склав 2,51 особи, а середній розмір родини — 3,07 особи.
Населення міста за віковим діапазоном за даними перепису 2000 року розподілилося таким чином: 27,3% — жителі молодше 18 років, 8,2% — між 18 і 24 роками, 27,1% — від 25 до 44 років, 22,0% — від 45 до 64 років і 15,4% — у віці 65 років та старше. Середній вік мешканця склав 36 років. На кожні 100 жінок в Лічвілі припадало 93,3 чоловіків, у віці від 18 років та старше — 87,6 чоловіків також старше 18 років.
Середній дохід на одне домашнє господарство в місті склав 25 789 доларів США, а середній дохід на одну сім'ю — 32 574 долара. При цьому чоловіки мали середній дохід в 26 792 долара США на рік проти 17 083 долара середньорічного доходу у жінок. Дохід на душу населення в місті склав 15 360 доларів на рік. 12,4% від усього числа сімей в населеному пункті і 17,3% від усієї чисельності населення перебувало на момент перепису населення за межею бідності, при цьому 19,9% з них були молодші 18 років і 16,9% — у віці 65 років та старше.